# Індіан-Фоллс (Каліфорнія)
Індіан-Фоллс (англ. Indian Falls) — переписна місцевість (CDP) в США, в окрузі Плумас штату Каліфорнія. Населення — 79 осіб (2020).

## Географія
Індіан-Фоллс розташований за координатами 40°3′32″ пн. ш. 120°58′49″ зх. д. / 40.05889° пн. ш. 120.98028° зх. д. (40.058750, -120.980314).  За даними Бюро перепису населення США в 2010 році переписна місцевість мала площу 4,77 км², уся площа — суходіл.

## Демографія
Згідно з переписом 2010 року, у переписній місцевості мешкали 54 особи в 24 домогосподарствах у складі 17 родин. Густота населення становила 11 особа/км².  Було 33 помешкання (7/км²).
Расовий склад населення:
| - 92,6 % — білих - 1,9 % — азіатів - 1,9 % — осіб інших рас |

До двох чи більше рас належало 3,7 %. Частка іспаномовних становила 7,4 % від усіх жителів.
За віковим діапазоном населення розподілялося таким чином: 22,2 % — особи молодші 18 років, 74,1 % — особи у віці 18—64 років, 3,7 % — особи у віці 65 років та старші. Медіана віку мешканця становила 45,3 року. На 100 осіб жіночої статі у переписній місцевості припадало 134,8 чоловіків;  на 100 жінок у віці від 18 років та старших — 121,1 чоловіків також старших 18 років.
Цивільне працевлаштоване населення становило 10 осіб. 